# 1092 Lilium
1092 Lilium là một tiểu hành tinh bay quanh Mặt Trời. Ban đầu nó có tên là 1924 PN. Phần tên số là thứ tự phát hiện ra tiểu hành tinh này.